# Chlamyphoridae
Famille
Les Chlamyphoridae sont une famille de mammifères de l'ordre des Cingulata.

## Répartition

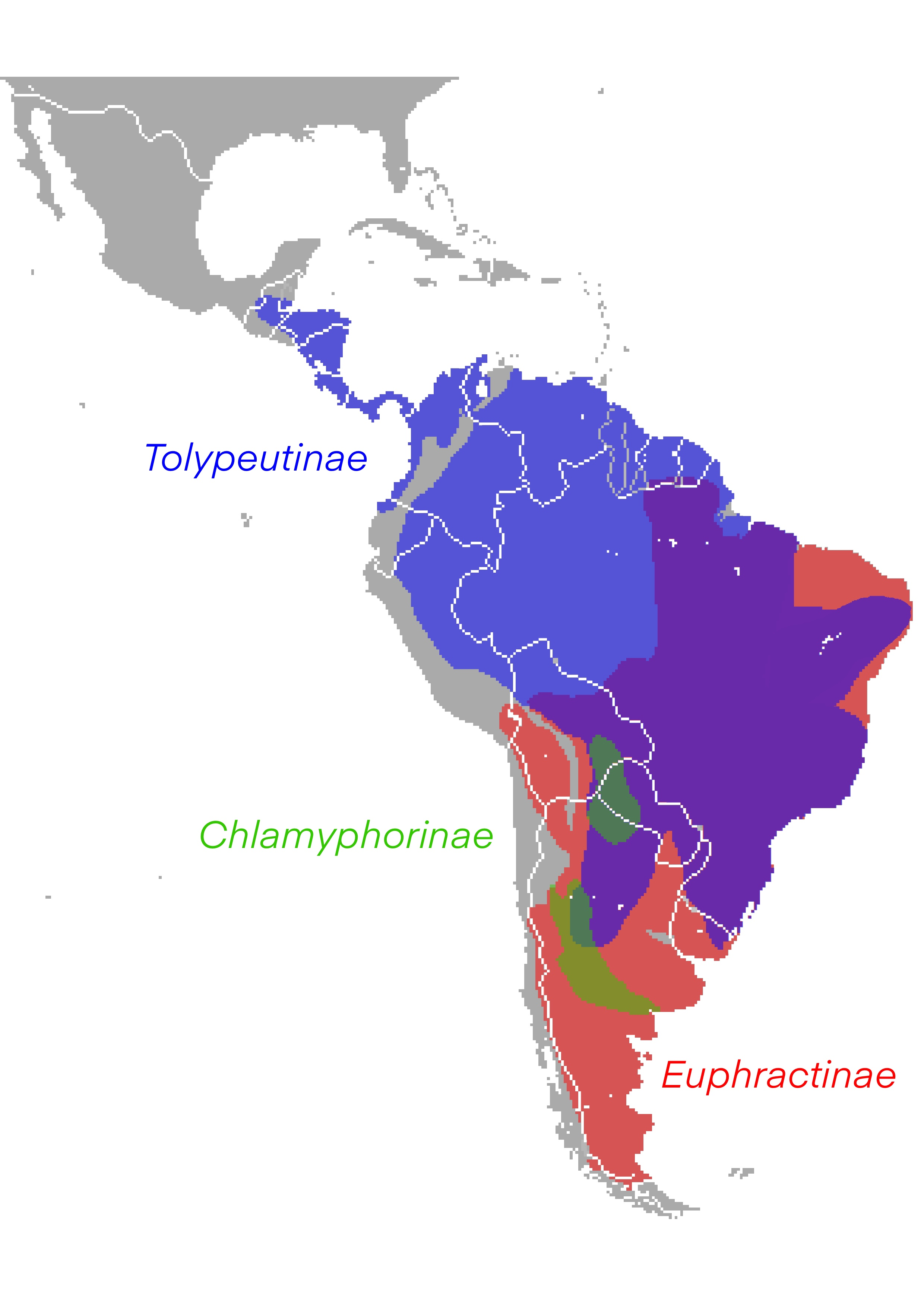
Aire de répartition.

Cette famille est divisée en trois sous-familles actuelles,,, réparties en Amérique centrale et du Sud.

## Liste des sous-familles
Selon BioLib (16 avril 2024) :
- Euphractinae Winge, 1923
- Chlamyphorinae Bonaparte, 1850
- Tolypeutinae Gray, 1865
- †Glyptodontinae Gray, 1969

Selon The Hesperomys Project (16 avril 2024) :
- Chlamyphorinae Bonaparte, 1850
- Euphractinae Winge, 1923
- †Eutatinae Bordas, 1933
- Tolypeutinae Gray, 1865
- †Utaetinae Simpson, 1945
- sous-famille incertae sedis
  - †Coelutaetus Ameghino, 1902
  - †Dasypodon Castellanos, 1925